# Fédération internationale de sauvetage aquatique
La Fédération internationale de sauvetage aquatique (en anglais et officiellement International Life Saving Federation) (ILSF) est l'autorité mondiale en matière de prévention des noyades, de sauvetage et des sports de sauvetage.
ILSF dirige, soutient et collabore avec des organisations nationales et internationales engagées dans la prévention de la noyade, la sécurité aquatique, le sauvetage aquatique, le sauvetage, le sauvetage sportif.
Elle est responsable du classement mondial des équipes nationales, de la définition des règles officielles et de l'organisation de compétitions internationales majeures.
L'ILSF est affiliée à l'Association générale des fédérations internationales de sports et à l'Association des fédérations internationales de sports reconnues par le Comité international olympique en 1996. Elle est également partie prenante de l'Agence mondiale antidopage.

## Histoire
Aux XVIIIe et XIXe siècles, un certain nombre d'organisations de sauvetage ont été créées pour venir en aide aux personnes qui ont besoin de secours et de rétablissement. Les plus anciennes sont la Maatschappij tot Redding van Drenkelingen (1767) d'Amsterdam , la Société centrale de sauvetage des naufragés (1865) en France et la Royal Life Saving Society (1891) en Angleterre.
À la fin du XIXe siècle, plusieurs organisations nationales de sauvetage ont travaillé ensemble, mais de manière informelle. Ils voulaient apprendre les uns des autres en échangeant diverses techniques et expériences de sauvetage. Les activités internationales de sauvetage remontent à 1878, année du premier Congrès mondial tenu à Marseille.
Deux organisations ont été créées pour promouvoir les objectifs de sauvetage : la Fédération internationale de sauvetage aquatique (FIS) en 1910, puis à la création de World Life Saving (WLS). Ces deux structures ont fusionné en 1993 pour devenir la Fédération internationale de sauvetage aquatique.
Lors de la création de l'ILS, une charte a été signée entre FIS, WLS et ILS.

## Associations membres
Il existe trois statuts : membres de droits, membres associés et membres affiliés. En 2019, on compte 92 membres de droits.
| Afrique | Amériques | Asie-Pacifique |  | Europe |
| --- | --- | --- |  | --- |
| - Algérie Fédération Algérienne de Sauvetage, de Secourisme et des Activités Subaquatiques - Cameroun Royal Life Saving Society - Cameroon - Djibouti Fédération Djiboutienne de Sport Subaquatique - Égypte Egyptian Diving and Lifesaving Federation - Ghana Ghana Lifesaving and Diving Association - Kenya Kenya Lifesaving Federation - Lesotho Royal Lesotho Lifesaving Association - Maurice Surf Life Saving Association of Mauritius - Maroc Fédération Royale Marocaine de Sauvetage - Niger Fédération Nigerienne de Sauvetage et de Secourisme - Afrique du Sud Lifesaving South Africa - Soudan Sudanese Sea Scouts - Tanzanie Tanzania Life Saving Society - Togo Association Togolaise de Sauvetage et de Secourisme - Tunisie Tunisian Underwater Activities Federation - Ouganda Uganda Lifesaving Federation | - Argentine (Equipo Profesional de Salvamento Acuatico ) - Brésil (Sociedade Brasileira de Salvamento Aquatico ) - Îles Vierges britanniques (Surf Life Saving British Virgin Islands ) - Canada (Société de sauvetage canadienne) - Chili (Guardavidas SEAL Chile ) - Costa Rica (Asociación Nacional de Guardavidas del Costa Rica ) - Salvador (Asociación de Guardavidas Profesionales de El Salvador ) - Haïti (Fédération Haïtienne des Sports Aquatiques et de Sauvetage ) - Jamaïque (Royal Life Saving Society Jamaica ) - Pérou (Asociación Salvavidas Socorristas del Perú ) - Sainte-Lucie (Saint Lucia Life Saving Association ) - Trinité-et-Tobago (Trinidad and Tobago Life Saving Society ) - Uruguay (Asociación Nacional de Guardavidas del Uruguay ) - États-Unis (United States Lifesaving Association ) - Venezuela (YMCA of Caracas – Venezuela Lifeguard School ) | - Arabie saoudite (Saudi Arabian Swimming Federation - Lifesaving and Rescue Section) - Australie (Surf Life Saving Australia Limited) - Bahreïn (Royal Life Saving Bahrain) - Bangladesh (Centre for Injury Prevention, Health Development and Research, Bangladesh ) - Chine (China Swimming Association) - Fidji (Water Safety Council (Fiji) Ltd ) - Hong Kong (The Hong Kong Life Saving Society) - Inde (Rashtriya Life Saving Society) - Indonésie (Indonesian Surf Life Saving Association) - Iran (Lifesaving & Diving Federation of the Islamic Republic of Iran) - Israël (Israel Lifesaving Federation) - Japon (Japan Lifesaving Association) - Jordanie (Royal Jordanian Marine Sports & Lifesaving Federation) - Corée du Sud (Korea Lifesaving Association) - Malaisie (Life Saving Society Malaysia) - Nouvelle-Zélande (Surf Life Saving New Zealand ) - Pakistan (Pakistan Life Saving Foundation ) - Philippines (Philippine Life Saving Society ) - Qatar (Qatar Swimming Association) - Singapour (Singapore Life Saving Society ) - Sri Lanka (Sri Lanka Life Saving ) - Chinese Taipei (Chinese Taipei Water Life Saving Association ) - Thaïlande (Thai Life Saving Society ) - Émirats arabes unis (UAE Swimming Federation – Lifesaving Section ) |  | \| - Allemagne (Deutsche Lebens-Rettungs-Gesellschaft e.V. ) - Autriche (Österreichische Wasserrettung ) - Belgique (Fédération belge de sauvetage) - Bosnie-Herzégovine (Scuba-Diving & Life Saving Club “BUK”) - Bulgarie (Bulgarian Red Cross - Water Life Saving Service) - Croatie (Croatian Red Cross) - Chypre (Cyprus Life Saving Federation) - République tchèque (Water Rescue Service - Czech Red Cross) - Danemark (Dansk Svømmeunion ) - Espagne (Real Federación Española de Salvamento y Socorrismo ) - Estonie (Estonian Lifesaving Association) - Finlande (Finnish Swimming Teaching and Lifesaving Federation) - France (Fédération française de sauvetage et de secourisme) - Grande-Bretagne (Surf Life Saving Great Britain ) - Grèce (Hellenic Red Cross - Division of Samaritan Rescuers and Lifeguards) - Hongrie (Hungarian Life Saving Federation) - Irlande (Irish Water Safety) - Italie (Fédération italienne de natation -section Sauvetage) - Lettonie (Latvijas Pludmales Glābēju Asociācija ) - Lituanie (Lithuanian Water Rescue Association ) \| - Macédoine (Macedonian Red Cross - Water Safety Expert Centre) - Malte (Malta Red Cross Society) - Monténégro (Montenegro Red Cross) - Pays-Bas (Reddingsbrigade Nederland ) - Norvège (Norwegian Life Saving Society) - Pologne (Voluntary Water Rescue Service) - Portugal (Instituto de Socorros a Náufragos ) - Roumanie (National Association of Professional Divers and Lifeguards from Romania) - Russie (Russian Society of Saving on Water) - Serbie (Red Cross of Serbia) - Slovaquie (Water Rescue Service of the Slovak Red Cross) - Slovénie (Lifesaving Federation of Slovenia) - Suède (Swedish Life Saving Society) - Suisse (Société suisse de sauvetage) - Turquie (Turkish Underwater Sports Federation) - Ukraine (Water Rescue Society of Ukraine) - Royaume-Uni (Royal Life Saving Society - United Kingdom) \| |
| - Allemagne (Deutsche Lebens-Rettungs-Gesellschaft e.V. ) - Autriche (Österreichische Wasserrettung ) - Belgique (Fédération belge de sauvetage) - Bosnie-Herzégovine (Scuba-Diving & Life Saving Club “BUK”) - Bulgarie (Bulgarian Red Cross - Water Life Saving Service) - Croatie (Croatian Red Cross) - Chypre (Cyprus Life Saving Federation) - République tchèque (Water Rescue Service - Czech Red Cross) - Danemark (Dansk Svømmeunion ) - Espagne (Real Federación Española de Salvamento y Socorrismo ) - Estonie (Estonian Lifesaving Association) - Finlande (Finnish Swimming Teaching and Lifesaving Federation) - France (Fédération française de sauvetage et de secourisme) - Grande-Bretagne (Surf Life Saving Great Britain ) - Grèce (Hellenic Red Cross - Division of Samaritan Rescuers and Lifeguards) - Hongrie (Hungarian Life Saving Federation) - Irlande (Irish Water Safety) - Italie (Fédération italienne de natation -section Sauvetage) - Lettonie (Latvijas Pludmales Glābēju Asociācija ) - Lituanie (Lithuanian Water Rescue Association ) | - Macédoine (Macedonian Red Cross - Water Safety Expert Centre) - Malte (Malta Red Cross Society) - Monténégro (Montenegro Red Cross) - Pays-Bas (Reddingsbrigade Nederland ) - Norvège (Norwegian Life Saving Society) - Pologne (Voluntary Water Rescue Service) - Portugal (Instituto de Socorros a Náufragos ) - Roumanie (National Association of Professional Divers and Lifeguards from Romania) - Russie (Russian Society of Saving on Water) - Serbie (Red Cross of Serbia) - Slovaquie (Water Rescue Service of the Slovak Red Cross) - Slovénie (Lifesaving Federation of Slovenia) - Suède (Swedish Life Saving Society) - Suisse (Société suisse de sauvetage) - Turquie (Turkish Underwater Sports Federation) - Ukraine (Water Rescue Society of Ukraine) - Royaume-Uni (Royal Life Saving Society - United Kingdom)                                                       | |  | |